# Not Too Young, Not Too Old
«Not Too Young, Not Too Old» es el segundo sencillo del álbum de Aaron Carter, Oh Aaron. Es la segunda canción en que aparece su hermano, Nick.
Esta canción es similar a la canción de Britney Spears, «I'm Not a Girl, Not Yet a Woman». La canción utiliza efecto auto-tune.